# 竹の塚モータースクール
竹の塚モータースクール（たけのつかモータースクール）は、富士産業株式会社が運営する東京都足立区竹の塚七丁目12-1にある東京都公安委員会公認の指定自動車教習所。タクシー会社の富士交通グループ。

## 取扱免許の種類
- 普通自動車第一種運転免許（MT車およびAT限定）
- 普通自動車第二種運転免許（MT車およびAT限定）

## 交通
- 東武伊勢崎線竹ノ塚駅より徒歩5分
- 南花畑・首都圏新都市鉄道つくばエクスプレス六町駅・保木間方面より送迎バス有り。

## 富士交通グループ
- 富士交通株式会社（東京都北区栄町3-1）- タクシー事業
- 富士産業株式会社 - 教習所事業
  - 竹の塚モータースクール
  - 君津モータースクール（千葉県君津市下湯江）
  - 高崎モータースクール（群馬県高崎市浜川町）
- 富士オートガス株式会社（東京都荒川区西日暮里5丁目3-1） - LPGスタンド運営事業